# Unidad Habitacional 23 de Noviembre
Unidad Habitacional 23 de Noviembre är en ort i Mexiko.   Den ligger i kommunen Matamoros och delstaten Tamaulipas, i den östra delen av landet, 700 km norr om huvudstaden Mexico City. Unidad Habitacional 23 de Noviembre ligger 11 meter över havet och antalet invånare är 362.
Terrängen runt Unidad Habitacional 23 de Noviembre är mycket platt. Runt Unidad Habitacional 23 de Noviembre är det ganska tätbefolkat, med 134 invånare per kvadratkilometer. Närmaste större samhälle är Heroica Matamoros, 16,3 km norr om Unidad Habitacional 23 de Noviembre. Trakten runt Unidad Habitacional 23 de Noviembre består till största delen av jordbruksmark.